# Maxwell Render
Maxwell Render est un ensemble de logiciels articulés autour d'un moteur de rendu 3D développé par la société Next limit. Une de ses principales caractéristiques est de fonctionner sur des algorithmes basés sur les lois physiques du transport de la lumière (là où d'autres moteurs « trichent »). Ceci explique le nom du logiciel en hommage au physicien Maxwell.

## Composition de la suite logicielle
- Maxwell Render (le moteur de rendu)
- Maxwell Studio
- Material Editor
- Maxwell FIRE (Fast Interactive Rendering)
- Composants réseau (Maxwell Monitor, Manager and Node)
- Plugins (en relation avec le logiciel de modélisation 3D utilisé)

## Historique
La première version alpha (version de test) est apparue le 4 décembre 2004, la première version admissible (stable) le 2 décembre 2005. Cette dernière marque l'apparition de Maxwell Studio et de Material Editor.
Les versions :
- Version 1.0 (26 avril 2006)
- Version 1.1 (4 juillet 2006)
- Version 1.5 (23 mai 2007)
- Version 1.6 (22 novembre 2007)
- Version 1.7 (19 juin 2008)
- Version 2.0 (23 septembre 2009)
- Version 2.1 (18 juillet 2010)
- Version 2.5 (13 décembre 2010)
- Version 2.6 (2 novembre 2011)
- Version 2.7 (19 juin 2012)
- Version 3 (23 octobre 2013)

Maxwell Render 3.00 est la version actuelle du logiciel.

## Intégration dans d'autres logiciels
- Autodesk 3ds Max
- ArchiCAD
- Autodesk VIZ
- Bonzai 3D
- Cinema 4D
- Houdini
- LightWave 3D
- Autodesk Maya
- Microstation
- Modo
- Rhino3D
- SketchUp
- Softimage 3D (en)
- SolidWorks
- After Effects
- Nuke
- Photoshop
- Revit
- Autodesk Inventor
- Blender